# Alexander Wladimirowitsch Mostowoi
Alexander Wladimirowitsch Mostowoi (Spitzname: der Zar; Russisch: Александр Владимирович Мостовой; UEFA-Transkription Alexander Mostovoi; * 22. August 1968 in Lomonossow, Sowjetunion) ist ein ehemaliger russischer Fußballspieler. Bekannt geworden ist der Mittelfeldspieler und Stürmer als Nationalspieler der UdSSR und später Russlands sowie als langjähriger Spielmacher des spanischen Vereins Celta de Vigo.
Mostowoi spielte 50 Mal für die russische Auswahl, unter anderem bei der Weltmeisterschaft 1994 sowie der Europameisterschaft 1996, zudem kam er auf 15 Einsätze für die Auswahl der Sowjetunion.

## Jugend
Alexander Wladimirowitsch Mostowoi wurde am 22. August 1968 in Lomonossow (Oblast Leningrad) geboren, während sein Vater dort den Militärdienst ableistete. Anschließend lebte die Familie in Lobnja, einer Industriestadt etwa 30 Kilometer nördlich von Moskau. Als Kind war Mostowoi ein begeisterter Eishockey-Spieler, entschied sich allerdings für den Fußball und trat in die Jugendmannschaft von Krasnaja Presnja ein. Trainer Oleg Romanzew erkannte das Talent des dribbelstarken Nachwuchsspielers und setzte Mostowoi in der zweiten Liga (Perwaja Liga) ein.

## Vereinskarriere

### Spartak Moskau
Mostowoi hatte sich in das Blickfeld von Spartak Moskau gespielt, die ihn 1986 im Alter von 18 Jahren unter Vertrag nahmen. Spartak war der Verein der gewerkschaftlich organisierten Sportbewegung und zählte zu den bekanntesten und erfolgreichsten Fußballmannschaften der Sowjetunion. Von Trainer Konstantin Beskow wurde Mostowoi am 7. Juni 1987 gegen Kairat Alma-Ata (2:1) erstmals in einer Partie der höchsten Spielklasse (Wysschaja Liga) eingesetzt. und erzielte vier Wochen später gegen Schachtar Donezk (3:0) sein Premierentor. Neben den Vereinsgrößen Fjodor Tscherenkow und Sergei Rodionow etablierte sich Mostowoi allmählich als Stammspieler und gewann mit Spartak 1987 und 1989 die sowjetische Meisterschaft. Später übernahm sein alter Förderer Oleg Romanzew den Trainerposten, der vollständig auf Mostowoi setzte. In der letzten Saison der Sowjet-Liga (1991) war der Edeltechniker viertbester Torschütze (13 Tore), allerdings hatte die Mannschaft im Titelkampf das Nachsehen und wurde nur Vizemeister. Im Europapokal der Landesmeister erreichte Spartak nach Siegen über renommierte Gegner wie die SSC Neapel und Real Madrid das Halbfinale, scheiterte dort jedoch an Olympique Marseille.

### Portugal und Frankreich
Nach dem Zerfall der Sowjetunion stand den osteuropäischen Staatsamateuren der Weg in den finanziell lukrativen Westen offen und im Januar 1992 wechselte Mostowoi zum portugiesischen Rekordmeister Benfica Lissabon. Dort standen mit Sergei Yuran und Wassili Kulkow bereits zwei sowjetische Spieler im Kader. Allerdings fiel Mostowoi die Anpassung schwer und er konnte sportlich nicht überzeugen. Der Neuzugang kam nie über die Rolle als Ergänzungsspieler hinaus und konnte sich auf seiner Position nicht gegen Rui Costa und Paulo Futre durchsetzen.
Mostowoi geriet schließlich vollends auf das Abstellgleis, weshalb er sich im Dezember 1993 an den französischen Klub SM Caen ausleihen ließ. In der Rückrunde 1993/94 zeigte der Neuzugang eine aufsteigende Form (15 Einsätze, 3 Tore) und half mit, Caen vor dem drohenden Abstieg zu bewahren. Gegen den amtierenden Meister Olympique Marseille erzielte Mostowoi am 34. Spieltag den wichtigen 1:0-Siegtreffer.
Nach einem halben Jahr zog Mostowoi weiter und folgte Trainer Daniel Jeandupeux innerhalb der Division 1 zu Racing Strasbourg, die ihn am 19. August 1994 fest verpflichteten. In den kommenden beiden Spielzeiten (1994/95, 1995/96) war Mostowoi als Spielmacher einer der wichtigsten Spieler des Kaders. 1995 unterlag Racing im Finale der Coupe de France gegen Paris Saint-Germain (0:1). Allerdings qualifizierten sich die Elsässer kurz darauf durch den Erfolg im UI-Cup für den UEFA-Pokal. Obwohl Mostowoi nur zwei Jahre für Strasbourg aktiv war (23 Tore in 82 Pflichtspielen), wählten ihn die Fans in einer Umfrage zum Spieler des Jahrhunderts.

### Celta Vigo
Im Juli 1996 wechselte Mostowoi zu Celta Vigo, einem Provinzklub aus dem unteren Mittelfeld der spanischen Primera División. Die Ablösesumme lag bei 325 Millionen Pesetas (etwa 1,9 Millionen Euro). Mit den Galiciern kämpfte Mostowoi in seiner Premierensaison 1996/97 gegen den Abstieg und musste bis zum 23. Spieltag auf sein erstes Tor warten, das ihm ausgerechnet im Derby gegen Deportivo La Coruña (2:2) gelang. Die anschließende Spielzeit 1997/98 beendete Celta überraschend als Tabellensechster und konnte sich erstmals seit 27 Jahren wieder für den Europapokal qualifizieren – der Startschuss zur bislang erfolgreichsten Phase der Klubgeschichte. Beim 2:1-Heimsieg über Real Madrid am 33. Spieltag hatte Mostowoi beide Treffer erzielt und seine Bedeutung für die Mannschaft unter Beweis gestellt. Neben seinem Landsmann Valeri Karpin, mit dem er bereits bei Spartak Moskau zusammengespielt hatte, war er mittlerweile der entscheidende Dreh- und Angelpunkt des Offensivspiels. Sein kreatives Spiel und die wichtigen Tore machten ihn zur Kultfigur des Vereins, was ihm den Spitznamen Zar von Balaídos einbrachte. 2000 feierte er mit Celta Vigo den Gewinn des UEFA Intertoto Cup. Den Abstieg von Celta Vigo, in der Saison 2003/04, in die Segunda División konnte Mostowoi nicht verhindern. Er wechselte für die zweite Hälfte der Saison 2004/05 zu Deportivo Alavés, bevor er dort seine Karriere beendete.

### Deportivo Alavès
Nachdem Mostowoi acht Monate verletzt und schon 36 Jahre alt war, konnte er bei Alavés nicht mehr richtig Fuß fassen und seine gewohnten Stärken ausspielen. Er spielte nur ein einziges Spiel gegen den FC Cádiz, wo er in der 78. Spielminute eingewechselt wurde und das einzige Tor bei der 1:3-Niederlage für Alavés schoss. Nach nur 30 Tagen im Verein, bat er die Vereinsführung seinen Vertrag aufzulösen, da er an starken Rückenprobleme litt.

## Privatleben
Mostowoi hat zwei Mal geheiratet. Seine erste Frau, die er 1991 geheiratet hatte, ist Portugiesin, daher besitzt er auch den portugiesischen Pass. Später heiratete er seine jetzige Frau Stefani, die aus Frankreich stammt. Mit ihr hat er zwei Kinder.

## Erfolge
- Sowjetischer Meister (Spartak Moskau) 1991
- Französischer Pokalfinalist 1994/95
- Portugiesischer Pokalsieger 1992/93
- Gewinn des UEFA Intertoto Cup 2000
- Finalteilnahme Copa del Rey 2000/01
- Qualifikation für die Endrunden der Weltmeisterschaften 1994 und 2002, sowie der Europameisterschaft 1996